# Великанова, Татьяна Михайловна
Татья́на Миха́йловна Велика́нова (3 февраля 1932 — 19 сентября 2002, Москва) — советский диссидент, участница правозащитного движения в СССР, одна из членов-основателей первой в Советском Союзе правозащитной организации «Инициативная группа по защите прав человека в СССР».

## Биография
Дочь гидролога и гидродинамика Михаила Андреевича Великанова и Наталии Александровны Великановой (урождённой Винавер). Внучка правоведа А. М. Винавера. В 1954 году окончила механико-математический факультет МГУ, работала учительницей в сельской школе на Урале. С 1957 года в Москве, сотрудник вычислительного центра, программист.
Муж Великановой, лингвист Константин Бабицкий, был среди семи участников демонстрации протеста против вторжения войск Варшавского договора в Чехословакию 25 августа 1968 года, был сослан на 3 года в Коми АССР.
В 1969 году Великанова стала одним из членов-основателей первой в СССР правозащитной организации «Инициативная группа по защите прав человека в СССР». В 1970 году Великанова взяла на себя основные организаторские функции в подготовке главного периодического издания советских правозащитников «Хроника текущих событий» — машинописного информационного бюллетеня, выходившего с 1968 года. За девять лет под её руководством было выпущено около тридцати выпусков «Хроники». В мае 1974 году Т. Великанова с С. Ковалёвым и Т. Ходорович открыто взяли на себя ответственность за распространение этого издания.
1 ноября 1979 года Татьяну Великанову арестовали по обвинению в «антисоветской пропаганде». В августе 1980 года Московский городской суд приговорил её к 4 годам лишения свободы и 5 годам ссылки. Заключение она отбывала в Мордовии, ссылку — в Западном Казахстане (Мангышлакская область).
Пребывание Великановой в заключении описано в повести «Серый — цвет надежды» Ирины Ратушинской.
Татьяна Великанова была освобождена из ссылки в 1987 году, в эпоху перестройки. Жила в Москве, работала учительницей математики в школе № 57. Описала методику преподавания математики.

## Награды
- Командор ордена Великого князя Литовского Гядиминаса (31 января 1999 года, Литва)[3]